# Изгнанники (телесериал)
«Изгна́нники» (англ. Banished; также встречается вариант «И́згнанный») — британский исторический телесериал об основании англичанами в конце XVIII века первой исправительной колонии в Австралии, на месте будущего Сиднея.

## Сюжет
В 1788 году в британскую колонию в Австралии, Новый Южный Уэльс, прибывает первая партия каторжников — мужчин и женщин. В связи с отделением американских земель от Британии их перестали принимать на американском континенте. Теперь их каторга — в бесплодной и неизведанной Австралии.
Осуждённых приказано охранять британским морским пехотинцам. На пятерых мужчин в поселении приходится одна женщина. Начинается приспособление к нелегким условиям жизни как каторжников, так и охраняющих их солдат. В ожесточенной борьбе за существование «разменной монетой» становится еда и женщины.

## В ролях
- Дэвид Уэнем — капитан Артур Филлип, первый губернатор Нового Южного Уэльса
- Джозеф Миллсон — майор Роберт Росс, командир морских пехотинцев
- Дэвид Доусон — капитан Дэвид Коллинз, секретарь губернатора
- Кэл Макэнинк — сержант Тимминс
- Райан Корр — капрал Макдональд
- Рассел Тови — Джеймс Фримен
- Юэн Бремнер — отец Ричард Джонсон (англ.)
- Женевьев О’Райли — Мэри Джонсон, жена священника
- Орла Брэйди — Энн Мередит
- Мианна Бёринг — Элизабет Куинн
- Джоанна Вандерхам — Китти МакВитти
- Брук Харман — экономка Дебора
- Рори Макканн — кузнец Марстон
- Нед Деннехи — писарь Малой
- Джулиан Райнд-Татт — рядовой Томми Барретт
- Адам Нагайтис — рядовой Бакли

## Восприятие
Премьера «Изгнанников» собрала 3,4 миллиона зрителей, что дало BBC2 редкую рейтинговую победу над BBC1 и ITV. Это был второй по размерам аудитории запуск новой драмы BBC2 за несколько лет, после «Волчьего зала». Обозреватель The Guardian назвал сериал «Я заключенный, вытащите меня отсюда!» с отсылкой к реалити-шоу «Я знаменитость». The Telegraph дала шоу две звезды из пяти из-за его «мрачного» характера и сравнила его с сериалом «Остаться в живых».
Звучала критика в связи с отсутствием коренных австралийцев в сериале. Режиссёр ответил на это, что «временные рамки в „Изгнанниках“ очень короткие, чуть больше двух недель, и нет достаточного времени, чтобы отдать должное персонажам коренных народов».
Сериал был закрыт после первого сезона.